# Przymiarki (Zapusta)
Przymiarki – część wsi Zapusta w Polsce położona w województwie mazowieckim, w powiecie lipskim, w gminie Sienno.
Do 1954 był to odległy przysiółek Czekarzewic Drugich w gminie Tarłów w powiecie iłżeckim. 1954–1972 w gromadzie Osówka, która  1 stycznia 1956 weszła w skład nowo utworzonego powiatu lipskiego.
W latach 1975–1998 miejscowość należała administracyjnie do województwa radomskiego.